# ‘Ālī Darvīsh
‘Ālī Darvīsh (persiska: آل درويش, Āl Darvīsh, آل دَرويش, Āl-e Darvīsh, عالی درويش) är en ort i Iran.   Den ligger i provinsen Hormozgan, i den södra delen av landet, 1 000 km söder om huvudstaden Teheran. ‘Ālī Darvīsh ligger 33 meter över havet och antalet invånare är 228.
Terrängen runt ‘Ālī Darvīsh är platt åt nordost, men åt sydväst är den kuperad. Runt ‘Ālī Darvīsh är det ganska glesbefolkat, med 50 invånare per kvadratkilometer. Närmaste större samhälle är Keseh, 2,1 km nordväst om ‘Ālī Darvīsh. Trakten runt ‘Ālī Darvīsh är ofruktbar med lite eller ingen växtlighet.